# Исаево (Алматинская область)
Исаево (каз. Исаево) — село в Карасайском районе Алматинской области Казахстана. Входит в состав Ельтайского сельского округа. Код КАТО — 195233400.

## Население
В 1999 году население села составляло 713 человек (373 мужчины и 340 женщин). По данным переписи 2009 года, в селе проживало 717 человек (344 мужчины и 373 женщины).